# Луций Юлий Цезарь Випсаниан
Луций Юлий Цезарь Випсаниан (лат. Lucius Iulius Caesar Vipsanianus), при рождении Луций Випсаний Агриппа (лат. Lucius Vipsanius Agrippa), часто — Луций Цезарь (17 год до н. э. — октябрь 2) — внук и приёмный сын Августа, один из его вероятных преемников.

## Происхождение
Луций был третьим ребёнком Марка Випсания Агриппы от его третьей жены, Юлии. Агриппа происходил из богатого плебейского рода Випсаниев. Юлия была единственной дочерью Октавиана Августа, первого римского императора, от его второй жены, Скрибонии. Юлия была патрицианкой, поскольку её отец, выходец из скромного плебейского рода Октавиев, был усыновлён Юлием Цезарем.
Кроме Луция, у пары было ещё четверо детей — Випсания Юлия Агриппина, Гай Випсаний Агриппа, Випсания Агриппина (Агриппина Старшая) и Марк Випсаний Агриппа Постум. Также у Агриппы были ещё две дочери от двух первых браков — Випсания Агриппина и Випсания Марцелла.
Сразу после рождения Луция Август усыновил его и трёхлетнего Гая под именами Луций Юлий Цезарь Випсаниан и Гай Юлий Цезарь Випсаниан соответственно.

## Биография
Братья воспитывались в доме Августа. Карьера Гая началась в 6 году до н. э., а Луция в 3 году до н. э., когда он был назначен принцепсом молодёжи, сменив на этой должности Гая. Тогда же он получил право посещать сенат и заранее был избран консулом на 4 год н. э.
Во 2 году до н. э. Луций надел мужскую тогу и был помолвлен с Эмилией Лепидой. В том же году принял участие в посвящении храма Марса Мстителя, после чего устроил цирковые игры.
Во 2 году был назначен наместником Испании, скорее всего в чине пропретора. Но по пути в провинцию заболел и умер в Массилии в октябре 2 года.
Молва приписывала ответственность за его смерть Ливии, которая таким образом якобы устраняла соперников своих детей Тиберия и Друза Старшего на пути к власти. Но достоверных доказательств этого нет.